# Robert Le Masson
 (mars 2015).
Pour les articles homonymes, voir Le Masson.
Robert Le Masson (Roperzh ar Mason en breton), né à Lorient en 1900 et mort en 1952 à Pont-de-la-Maye (Villenave-d'Ornon), est un poète français de langue bretonne, et le directeur de l'école militaire de la Marine nationale à Hourtin, comme capitaine de vaisseau. Breton, il est l'auteur entre autres de Chal ha Dichal et de Evit ket ha Netra. Il écrivit dans certaines revues, Dihunamb et Al Liamm.

## Biographie

### Enfance et études
Robert Edouard Henry Le Masson naît à Lorient le 7 avril 1900, fils de Henry Marie Le Masson, garde d'artillerie de marine, et de Marie Angélique Hognon.
Il intègre l'École polytechnique en 1920 et opte pour la marine à sa sortie en 1922.

## Œuvres
- 1932 : Philosophie des nombres, Desclée de Brouwer, Paris, 82 pages
- 1942 : Boudoniezh (Ontologie), in Gwalarn, no 154-152, pages 599-628, essai philosophique
- 1944 : Chal ha Dichal (Flux et Reflux), recueil de poésie
- 1947 : Judenn al loman (La Légende du pilote), recueil de poésie
- 1951 : Evit ket ha Netra (Pour pas et rien), Skridoù Breizh, Ar Baol, roman autobiographique
- 1952 : Kêr an douar-bras, in Al Liamm, no 21, pièce de théâtre
- Er gouriz eur (La Ceinture d'or), En Had, pièce de théâtre en vannetais